# 洪咨夔
洪咨夔（1176年—1236年），字舜俞，號平齋，潛（今浙江省杭州市临安区中西）人。
其先世自鄞縣遷徙杭州，家住天目山。祖父洪载。父洪钺。孝宗淳熙三年丙申（1176）生。宋寧宗嘉泰二年（1202年）傅行简榜進士，五月，授如皋主簿。嘉泰四年，除饶州教授，應博学宏词科，作《大治赋》，楼钥很赏识他的文章。後隨崔與之入蜀，歷官通判成都府。理宗即位，召為秘書郎，遷金部郎中，以忤權相史彌遠转考功员外郎，宝庆元年（1225年）又言李全必为国患，為台谏李知孝、梁成大所劾，九月初，罷歸，居家凡九年，绍定六年以禮部員外郎召還，十一月，拜监察御史，乞罢枢密使薛极，十二月，又劾袁韶、郑损等人，以振朝纲。端平改元，擔任殿中侍御史。不久擢為中书舍人，兼吏部侍郎兼同修国史。官至刑部尚書。端平三年（1236年）卒。諡文忠。
洪咨夔是杰出的诗人。钱锺书《宋诗选注》选其诗四首，说:“他的诗歌近江西派的风格，也受了些杨万里的影响，往往有新巧的比喻。”著有《平齋文集》三十二卷。

## 延伸阅读
[在维基数据编辑]
 《宋史·卷406》，出自脱脱《宋史》
 在维基共享资源阅览影像